# フリオ・ガルシア・フェルナンデス
フリオ・ガルシア・フェルナンデス・デ・ロス・リオス（Julio García Fernández de los Ríos、1894年12月31日 - 1969年7月29日）は、スペイン・サンタンデール県レイノーサ出身の馬術選手。

## 経歴
1894年12月31日にサンタンデール県レイノーサに生まれた。
1928年アムステルダムオリンピックの障害飛越個人では12位だったが、障害飛越団体でスペインチームは金メダルを獲得した。サンタンデール県出身者としては初のメダリストとなった。
後にはスペイン馬術連盟の会長や名誉会長を務めた。1969年7月29日に死去した。